# Бай-Хаак
Бай-Хаак (тув. Бай-Хаак) — село, административный центр Тандинского кожууна Республики Тыва. Административный центр и единственный населённый пункт Бай-Хаакский сумона

## География
Расположено в 78 км к югу от Кызыла.
Уличная сеть
Новый пер., Степной пер., ул. Безымянная, ул. Белинского, ул. Горького, ул. Данчай Оюна, ул. Дружбы, ул. Зелёная, ул. Калинина, ул. Комарова, ул. Комсомольская, ул. Курседи Оюна, ул. Мелиораторов, ул. Мира, ул. Новая, ул. Пушкина, ул. Рабочая, ул. Садовая, ул. Советская, ул. Степная, ул. Суворова, ул. Шоссейная, ул. Юбилейная.
К селу административно относятся местечки (населённые пункты без статуса поселения) м. Кежик, м. Краснояровка, м. Марачевка, м. Теректиг, м. Ургайлыг, м. Ургайлыг (Верхний Ургайлыг), а также участки, имеющие почтовый индекс: уч-к Урочище Казанак, уч-к Урочище Таежка (Нижний Ургайлыг).

## История
Основано в 1909 году русскими переселенцами под названием Верхне-Никольское. В годы гражданской войны было важным центром революционного движения. В 1932 году стало центром кожууна.

## Население
| 1959  | 1970  | 1979  | 1989  | 2002  | 2010  | 2011  |
| ----- | ----- | ----- | ----- | ----- | ----- | ----- |
| 2283  | ↗2357 | ↗2704 | ↗3077 | ↗3084 | ↘2981 | ↗2990 |
| 2012  | 2013  | 2014  | 2015  | 2016  | 2017  | 2018  |
| ↗3007 | ↗3049 | ↗3079 | ↗3110 | →3110 | ↗3152 | ↗3238 |
| 2019  | 2020  | 2021  |       |       |       |       |
| ↗3279 | ↗3366 | ↗3523 |       |       |       |       |

## Люди, связанные с селом
Уроженцами села являются: знаменитый тренер подводных пловцов Александр  Шумков, Народный хоомейжи Республики Тыва Евгений Оюн,  хоомейжи, мультиинструменталист, председатель Союза хоомейжи РТ и заслуженный артист РТ Аян Ширижик, 
В начальной школе в селе Бай-Хаак училась советская тувинская певица, актриса, поэтесса, народная артистка РСФСР Кара-Кыс Номзатовна Мунзук (15 сентября 1918 — 18 декабря 1995, Кызыл). В школе проявился её певческий талант, она начала исполнять народные песни.

## Инфраструктура
Бай-Хаакская Детская музыкальная школа
Рядом с Бай-Хааком, в южной части Кызыльско-Ээрбекской мульды, разрабатывается Межегейское угольное месторождение
Храм святителя Никиты Новгородского, входит в Кызыльскую епархию Русской православной церкви.